# Stephania japonica
Stephania japonica är en tvåhjärtbladig växtart som först beskrevs av Carl Peter Thunberg, och fick sitt nu gällande namn av John Miers. Stephania japonica ingår i släktet Stephania och familjen Menispermaceae. Utöver nominatformen finns också underarten S. j. discolor.

## Bildgalleri

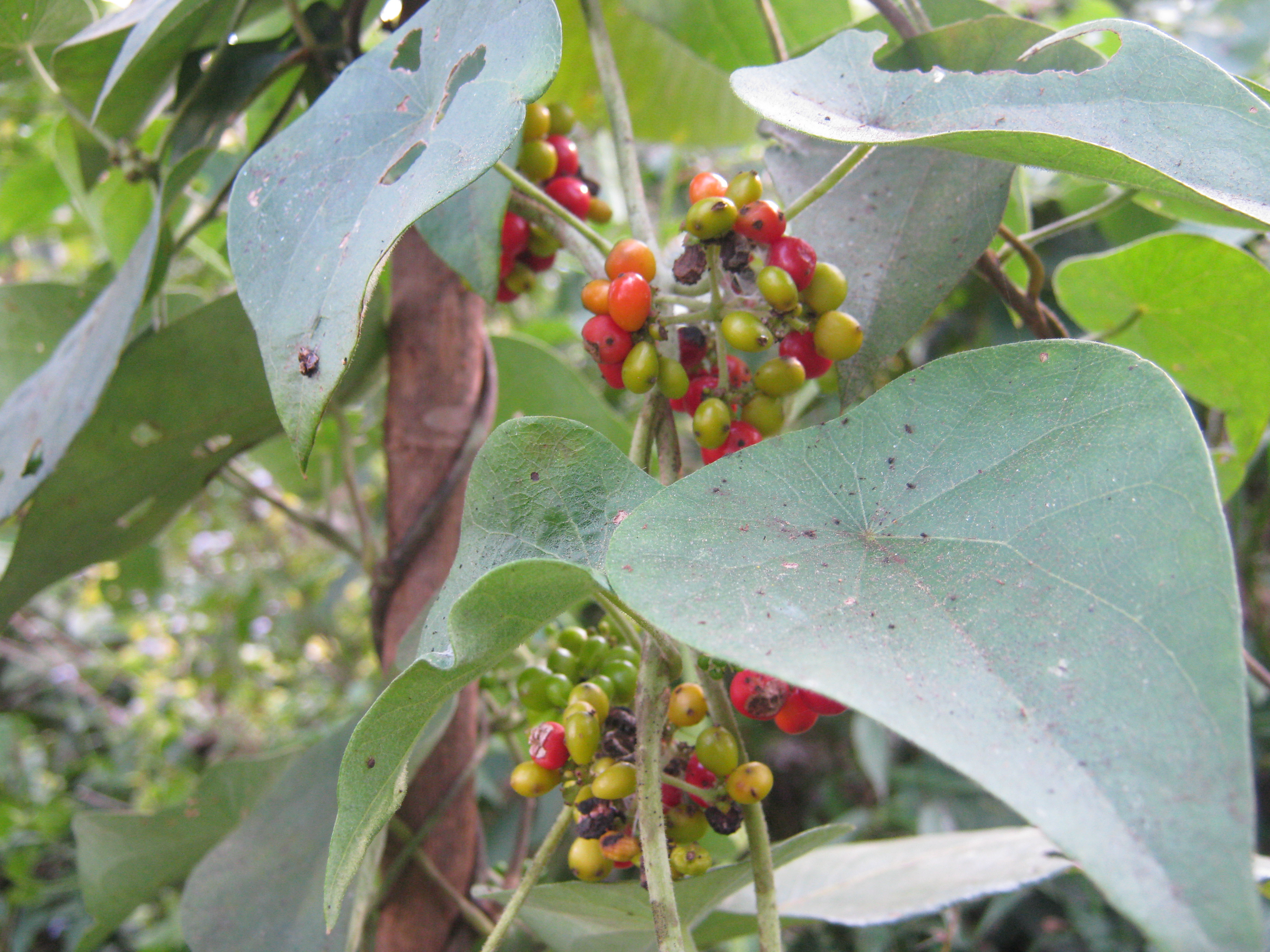